# Hernán de la Fuente
Hernán de la Fuente (ur. 7 stycznia 1997 w Buenos Aires) – argentyński piłkarz pochodzenia hiszpańskiego występujący na pozycji prawego obrońcy, od 2024 roku zawodnik Huracánu.